# 2556 Louise
2556 Louise је астероид главног астероидног појаса чија средња удаљеност од Сунца износи 2,162 астрономских јединица (АЈ).
Апсолутна магнитуда астероида је 13,4.